# 모함 (프로게이머)
모함(본명: 정재훈, 2002년 8월 8일 ~ )은 대한민국의 리그 오브 레전드 프로게이머이다. 아이디는 Moham이며 포지션은 서포터이다. Dplus KIA 소속이다.

## 선수 생활
2021년 12월 7일, 광동 프릭스에 입단하면서 프로 커리어를 시작했다. 2022년 서머 시즌을 앞두고 광동의 1군팀으로 콜업되었다. 모함은 서머 시즌 동안 부진에 빠진 호잇과 주전경쟁을 하며 번갈아 경기에 출전했다. 2023시즌 종료 이후 팀에서 퇴단했다.
2024년 8월 8일, Dplus KIA에 입단했다.

## 소속팀
| # | 팀명        | 소속 기간               | 소속 리그 | 비고 |
| - | ----------- | ----------------------- | --------- | ---- |
| 1 | 광동 프릭스 | 2021.12.07 ~ 2023.11.20 | LCK       |      |
| 2 | Dplus KIA   | 2024.08.08 ~2024.10.13  | LCK       |      |